# Dos (groupe)
Pour les articles homonymes, voir Dos (homonymie).

dos, pour "Dance Of Sound", prononcé "di • o • esse", est un groupe mixte de J-pop / R'n'B. Il est formé en 1996 par le producteur Tetsuya Komuro à l'issue d'une audition lors de l'émission télé Asayan. Il est composé de la chanteuse taeko, actrice et ex-idole japonaise qui sortit auparavant quatre albums et une douzaine de singles en solo sous le nom Taeko Nishino, de la danseuse asami (Asami Yoshida), et du danseur kaba. Leur 1er single Baby baby baby se classe N°4 à l'Oricon. Le groupe est dissous en 1997, et Komuro forme avec asami le duo pop TRUE KiSS DESTiNATiON / Kiss Destination l'année suivante, puis l'épouse. Après leur divorce en 2001, Asami continue sa carrière en tant que chanteuse en solo.

## Membres
- taeco (chant) : Taeko Nishino (西野妙子, Nishino Taeko?, née le 30 décembre 1975)
- asami (danse) : Asami Yoshida (吉田麻美, Yoshida Asami?, née le 5 mars 1975)
- kaba (danse) : Eiji Kabashima (椛島永次, Kabashima Eiji?, né le 19 juin 1969), alias Kaba-chan

## Discographie

### Singles
- Baby baby baby (1996/03/21)
- more kiss (1996/07/31)
- CLOSE YOUR EYES (1996/11/18)

### Album
- chartered (1996/09/25)